# 조아라 (웹사이트)
조아라(Joara)는 대한민국의 인터넷 소설 웹사이트이다. 

## 연혁[1]
- 2000년
  - 11월: serialist.com 개설
- 2001년
  - 3월: ujoa.com (유조아) 개설[2]
- 2003년
  - 6월: 조아라 설립
  - 10월: 한국문화예술진흥원 지원
- 2005년
  - 6월 SKT 모바일 서비스 개시
- 2006년
  - 10월 KT 모바일 서비스 개시
- 2007년
  - 1월 출판사업 시작/고이북 제휴 계약 체결
  - 3월 법인등록 (주)조아라